# Trnové Pole
Trnové Pole (in tedesco Dornfeld) è un comune della Repubblica Ceca facente parte del distretto di Znojmo, in Moravia Meridionale.